# Veine hépatique
Les veines hépatiques (appelées sus-hépatique dans l'ancienne nomenclature française) sont des veines drainant le sang désoxygéné  et nettoyé (par le foie) du foie, de l'estomac, du pancréas, de l'intestin grêle et du côlon vers la veine cave inférieure.
Elles doivent être distinguées de la veine porte, cette dernière emmenant le sang du tube digestif vers le foie.
Elles naissent du parenchyme hépatique, plus exactement à partir des veines centrolobulaires du foie. Elles se jettent dans la veine cave inférieure.
Elles peuvent être divisées en un groupe supérieur et en un groupe inférieur. Les trois veines du groupe supérieur drainent la partie supra-hépatique. Les veines du groupe inférieur sont des veines accessoires drainant la face postérieure du foie vers les faces latérales de la veine cave inférieure. Elles sont de nombre variable et typiquement plus petites. Aucune d'entre elles n'a de valve.

## Veines supra-hépatiques

Animation montrant le foie, avec ses différents segments.

On compte trois veines hépatiques supérieures, ayant des rapports différents au niveau du foie :
- Veine hépatique droite, sépare les segments hépatiques 6 et 7 des segments 5 et 8. Elle est constituée du tronc antérieur droit (drainant les segments 5 et 6) et les veines postéro-supérieure et transversale droite (segment 7).
- Veine hépatique médiane (ou moyenne, intermédiaire), sépare les segments hépatiques 5 et 8 du segment 4. Elle est formée par la confluence de la veine antérieure droite (drainant le segment 5) et la veine antérieure gauche (segment antérieur 4).
- Veine hépatique gauche, sépare le segment hépatique 4 des segments 2 et 3. Ses affluents sont : la veine sagittale gauche (drainant le segment 3) et la veine transversale gauche (segment 2).

Généralement, la veine hépatique droite se jette directement dans la veine cave inférieure, tandis que les veines hépatiques médiane et gauche font un tronc commun avant de terminer dans la veine cave inférieure.
Rarement, les trois veines se réunissent dans un tronc veineux commun qui traverse le diaphragme pour se jeter dans l'oreillette droite à côté de la veine cave inférieure.

## Veines rétro-hépatiques
On retrouve des veines rétro-hépatiques droites (ou accessoires) et gauches (ou veines du lobe de Spiegel).

## Exploration
Elles sont particulièrement bien visualisées lors d'une échographie hépatique.

## Pathologie
Elles peuvent être dilatées en cas d'augmentation de la pression dans les cavités droites du cœur, en particulier lors d'une insuffisance cardiaque ou d'une hypertension artérielle pulmonaire.
L'occlusion de ces veines est responsable du syndrome de Budd-Chiari.

### Images
- (en) Hepatic veins - Magnetic Resonance Angiography (MRA) - University of Michigan
- (en) Hepatic veins - Ultrasound - University of the Health Sciences in Bethesda, Maryland
- (en) 3-D reconstruction of the liver anatomy (for transplantation) -  MeVis Distant Services
- (en) Hepatic veins - CT angiogram -  Contrast Techniques for Hepatic Multidetector CT Angiography - Havard Medical School.